# Xantusia vigilis
Espèce
Synonymes
- Xantusia vigilis utahensis Tanner, 1957

Statut de conservation UICN

 LC  : Préoccupation mineure
Xantusia vigilis est une espèce de sauriens de la famille des Xantusiidae.

## Répartition
Cette espèce se rencontre :
- aux États-Unis dans le sud de la Californie, dans le sud du Nevada, dans le Sud de l'Utah et dans l'Arizona ;
- au Mexique dans l'ouest du Sonora et en Basse-Californie.

## Habitat
Ce lézard vit dans des zones semi-arides.

## Description

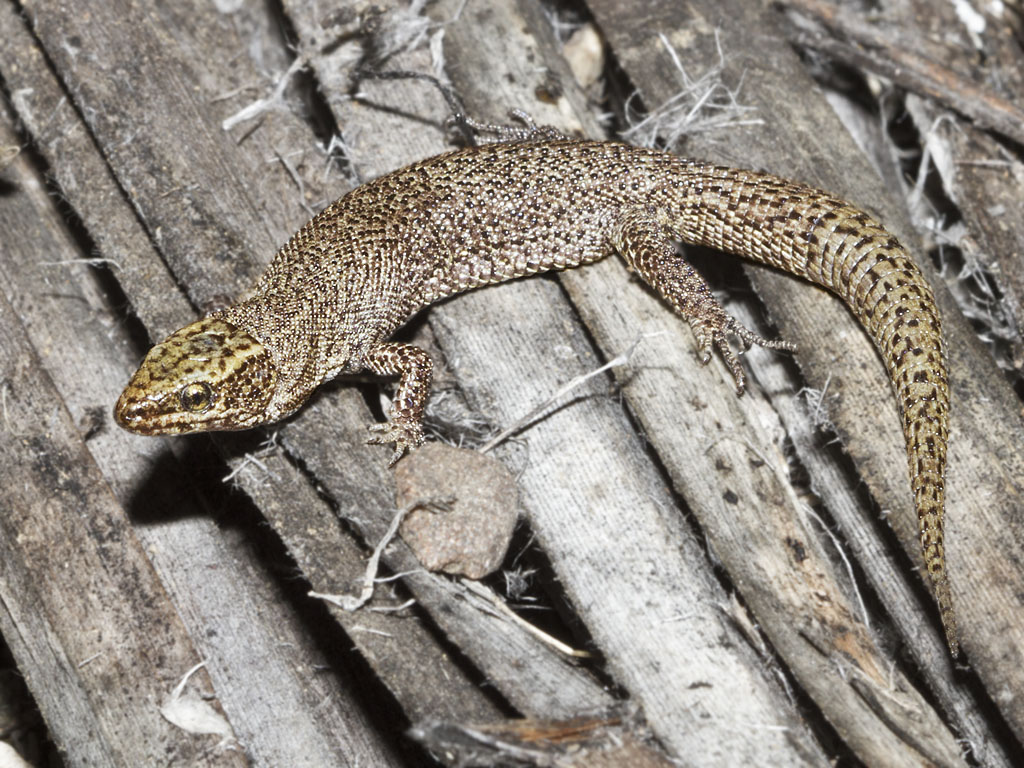
Xantusia vigilis

Cette espèce est vivipare et donne naissance à un à trois petits à partir de la toute fin de l'été.
Ce lézard est gris, brun, jaune ou vert.
Il se nourrit de termites, d'araignées et autres arthropodes.

## Taxinomie
Les sous-espèces Xantusia vigilis extorris, Xantusia vigilis sierrae et Xantusia vigilis gilberti ont été élevées au rang d'espèce et Xantusia vigilis utahensis a été placée en synonymie avec Xantusia vigilis.

## Publication originale
- Baird, 1859 "1858" : Description of new genera and species of North American lizards in the museum of the Smithsonian Institution. Proceedings of the Academy of Natural Sciences of Philadelphia, vol. 10, p. 253-256 (texte intégral).